# ファルカリノール
ファルカリノール(Falcarinol)またはカロタトキシン(Carotatoxin)は、ニンジンやオタネニンジン、キヅタに含まれる天然の殺虫剤、脂肪族アルコールである。ニンジンでは、約2 mg/kgの濃度になる。毒として、菌による病気から根を守っている。

## 化学
ファルカリノールは、2つの炭素-炭素三重結合と2つの二重結合を持つポリインである。アレルギーや接触皮膚炎の原因となる。構造的には、エナントトキシンやシクトキシンと類似している。

## 生理活性
ファルカリノールは、1型カンナビノイド受容体の逆活性薬として働き、ケラチノサイト中でアナンダミドの効果を阻害してヒトの皮膚にアレルギー誘発作用を示す。
動物モデルを用いた予備実験では、ある種の癌に対する保護効果を持つことが示唆された。生のニンジンか単離されたファルカリノールを与えられたラットは、アゾキシメタンによる腫瘍の誘導が3分の1になった。
通常のニンジンの摂取では、ヒトに対する毒性はない。しかし、実験室内で動物に多量のファルカリノールを与えると、神経毒となる。